# Евтодия
Евто́дия (укр. Євто́дія) — село, относится к Балтскому району Одесской области Украины.
Население по переписи 2001 года составляло 450 человек. Почтовый индекс — 66142. Телефонный код — (486695). Занимает площадь 2,42 км². Код КОАТУУ — 5120682202.

## Местный совет
66160, Одесская обл., Балтский р-н, с. Кармалюковка